# (500140) 2012 DG8
(500140) 2012 DG8 es un asteroide perteneciente al cinturón de asteroides, descubierto el 4 de junio de 1999 por el equipo del Catalina Sky Survey desde el Catalina Sky Survey, Arizona, Estados Unidos.

## Designación y nombre
Designado provisionalmente como 2012 DG8.

## Características orbitales
2012 DG8 está situado a una distancia media del Sol de 2,683 ua, pudiendo alejarse hasta 3,584 ua y acercarse hasta 1,782 ua. Su excentricidad es 0,335 y la inclinación orbital 6,656 grados. Emplea 1605,94 días en completar una órbita alrededor del Sol.
Los próximos acercamientos a la órbita de Júpiter se producirán el 4 de febrero de 2072, el 11 de diciembre de 2106 y el 5 de octubre de 2141, entre otros.

## Características físicas
La magnitud absoluta de 2012 DG8 es 17,4.